# Паризький договір (1951)
Пари́зький до́говір (англ. Treaty of Paris; фр. Traité de Paris) — договір про заснування Європейської спільноти з вугілля та сталі; перший з чотирьох основоположних договорів Європейського Союзу (разом з Римськими договорами і Договором про Європейський Союз). 
Підписаний в Парижі 18 квітня 1951 року, набув чинності 23 липня 1952 року, втратив чинність 23 липня 2002 року. Укладений між 6-ма європейськими країнами (Франція, Італія, Німеччина, Бельгія, Люксембург, Нідерланди). Шість держав-засновниць узгодили близько ста статей, що становлять єдине ціле. 
Мета договору: зміцнення франко-німецької солідарності та відкриття шляху до європейської інтеграції.А також сприяти
економічному розвитку, зростанню рівня зайнятості та підвищенню життєвого рівня
в державах-членах шляхом створення спільного ринку вугільної та сталеливарної
промисловості та їх похідних. 
Завдання договору: 
1. Досягнення економічного зростання;
2. Підвищення рівня зайнятості та рівня життя;
3. Створення найнижчих цін та поліпшення умов праці;
4. Забезпечення упорядкованого постачання спільного ринку.

Повноваження Об’єднання:     
- забезпечує впорядковане постачання спільного ринку;

- забезпечує рівний доступ всіх споживачів до джерел виробництва;
- забезпечує встановлення найнижчих цін;
- забезпечує підтримання умов, які будуть стимулювати підприємства до нарощування і поліпшення свого виробничого потенціалу;
- сприяє поліпшенню умов праці та життєвого рівня працюючого населення;
- сприяє зростанню міжнародної торгівлі;
- сприяє впорядкованому нарощуванню та модернізації виробництв.

Даний договір забороняє будь-яке втручання
у вільний вибір постачальника покупцем (ст. 4). 
Щоб виконувати свою функцію відповідно до договору Об'єднання забезпечує надання інформації, консультацій і розробку спільних цілей; надає фінансові ресурси підприємствам для інвестування; оголошує широкому загалу причини своїх дій (ст.5).
Об'єднання є юридичною особою. У міжнародних відносинах Об'єднання володіє правоздатністю, необхідною для здійснення своїх функцій і досягнення цілей. Об'єднання представлено своїми інститутами - кожним у рамках їх повноважень (ст. 6).

## Інститути Об'єднання відповідно до даного договору – РОЗДІЛ ІІ
1. Вищий керівний орган і Комітет при ньому
2. Загальна асамблея (нижче “Європейський парламент”)
3. Спеціальна рада міністрів (нижче “Рада”)
4. Суд ЄС (нижче “Суд”) (ст.7).

### Комісія
КОМІСІЯ складається
із 17 членів. Ця цифра може бути змінена єдиноголосним рішенням. У
складі не повинні бути присутні представники всіх країн учасниць, але не більше
одного. Члени Комісії повністю незалежні у виконанні своїх
обов'язків (ст. 9).
Члени Комісії призначаються за спільною згодою урядів
держав-членів. Термін дії
їх повноважень - чотири роки. Вони можуть бути відновлені (ст. 10).
Голова та шість віце-голів Комісії призначаються
з числа її членів на дворічний термін відповідно до тієї ж процедурою, яка передбачена для призначення членів Комісії. Їх
повноваження можуть бути відновлені (с. 11-13).

### ВИЩИЙ КЕРІВНИЙ ОРГАН – Глава І
Орган управління Європейської спільноти вугілля та сталі, що
проводить всі організаційні заходи з метою забезпечення діяльності його
департаментів (ст. 16).Вищий керівний орган
наділявся правом законодавчої ініціативи, саме він ініціював прийняття
найважливіших рішень. Одночасно він був і основним законодавчим органом ЄОВС.
Вищому керівному органу надається Консультативний комітет.  Він складається з не менше ніж 72 і не більше ніж 91 члена. Члени Консультативного комітету призначаються Радою на дворічний термін в
персональному якості.  Консультативний комітет обирає голову та посадових осіб з числа своїх членів строком на один рік. Комітет приймає власні процедурні правил (ст. 18).
Консультативний комітет скликається його головою для обговорення конкретного питання або на вимогу Вищого керівного органу, або на вимогу більшості членів (ст. 19).

### ЄВРОПЕЙСЬКИЙ ПАРЛАМЕНТ – Глава ІІ
Європейський парламент розробить пропозиції щодо прямих загальних виборів відповідно до єдиної процедурою
для всіх держав-членів. Європейський парламент проводить щорічні сесії. Він збирається, без якого-небудь рішення про скликання, у другий вівторок березня (ст. 22).
Європейський парламент обговорює на відкритому засіданні загальну доповідь, спрямовану йому Вищим керівним органом (ст. 24) .
Європейський парламент приймає процедурні правила більшістю своїх членів.(ст. 25).
Формально це був
інститут, що здійснює представницькі функції, щось на зразок парламентської
установи.Можливість
самостійно ініціювання і прийняття нею обов'язкових рішень виключалася.

### РАДА – Глава ІІІ
Рада складається з представників держав-членів. Кожен уряд делегує до нього одного зі своїх членів (ст. 27).
Коли Рада консультується з Вищим керівним органом, він може розглянути питання, не проводячи голосування. Протоколи засідань направляються в Вищий керівний орган (ст. 28).
Рада, приймаючи
рішення кваліфікованою більшістю, встановлює розміри окладів, винагород і
пенсій Голови та членів Комісії, а також
суддів, юридичних радників і секретаря Суду (ст.
29-30).

### СУД – Глава IV
Суд забезпечує дотримання закону при тлумаченні і застосуванні цього Договору, а також правил, встановлених з метою його виконання (ст.
31).
До складу Суду входять 13 суддів.Суд засідає у повному складі. Суду сприяють шість юридичних радників. Уряди
держав-членів призначають за спільною згодою строком на шість років суддів і юридичних (ст. 32)
Якщо рішення Суду або рекомендація не мають сили, справа знову направляється в Вищий керівний орган (ст. 33-34). 
Апеляції повинні подаватися протягом одного місяця з дня опублікування акта Європейського парламенту або з дня отримання
державами-членами або Вищим керівним органом повідомлення про акт Ради (ст. 38).    
Суд також має компетенцію приймати рішення про відшкодування Об'єднанням збитків (ст. 40).
Один з
найважливіших інститутів, що забезпечують дотримання юридично обов'язкових
приписів договорів і актів, що видаються інститутами ЄОВС. 

## ЕКОНОМІЧНІ ТА СОЦІАЛЬНІ ПОЛОЖЕННЯ – РОЗДІЛ ІІІ

### ЗАГАЛЬНІ ПОЛОЖЕННЯ – Глава І
Вищий керівний орган може в будь-який час консультуватися з урядами, різними зацікавленими сторонами (підприємства, споживачі, комерсанти) та їх асоціаціями, а також з будь-якими експертами. Вищий керівний орган публікує основні завдання та програми після подання їх Консультативному комітету. Він може публікувати результати досліджень та інформацію, про які йшлося вище (ст. 46).

### ФІНАНСОВІ ПОЛОЖЕННЯ – Глава ІІ
Вищий керівний орган може забезпечувати отримання коштів, необхідних для виконання своїх завдань:
- обкладаючи зборами вугілля і сталь та їх похідні;
- отримуючи позики.

Він може приймати дарування (ст. 49). 
Збори призначені для покриття:
1. адміністративних витрат;
2. допомоги, яка не підлягає поверненню і спрямовується на реадаптацию;
3. витрат на проведення технічних та економічних досліджень (ст. 50).

Розмір
зборів на різну продукцію підлягає щорічній переоцінці, виходячи з їх середньої
вартості; ставка зборів, однак, не повинна перевищувати 1%, Вищий керівний орган може використовувати позикові кошти лише на надання позик (с. 51).

### ІНВЕСТИЦІЇ ТА ФІНАНСОВА ДОПОМОГА – Глава ІІІ
Вищий керівний орган може сприяти
здійсненню інвестиційних програм шляхом надання позик підприємствам або
гарантування інших позик, які підприємства можуть отримати (ст. 54).
Після
одноголосного схвалення Ради Вищий керівний орган може тими ж способами сприяти
фінансуванню робіт або об'єктів, які безпосередньо і головним чином вносять
вклад у збільшення виробництва, зниження собівартості, полегшення маркетингу
продукції, що знаходиться в його юрисдикції.
Вищий
керівний орган сприяє проведенню технологічних та економічних досліджень з
питань виробництва та зростаючого використання вугілля і сталі, а також питань
охорони праці у вугільній та сталеливарній промисловості.

### ВИРОБНИЦТВО – Глава IV
1. Вищий керівний орган віддає перевагу таким непрямим методам впливу:
- співпраця з урядами в регулюванні або впливі на загальне споживання;
- інтервенція відносно цін і комерційної політики, як це передбачається цим Договором (ст. 57).

2. У разі бездіяльності Вищого керівного органу,
держава-член може внести питання на розгляд  Ради.
3.  Рада в співробітництві з Вищим керівним органом встановл.є пріорітети споживання.
4. Вищий керівний орган на основі встановлених пріоритетів розробляє виробничі програми для підприємств (ст.
58-59).

### ЦІНИ – Глава V
Забороняється цінова практика,
яка суперечить положенням статей 2,3
та 4:
- дії, що ведуть до недобросовісної конкуренції;
- дискрімінаційні дії, включаючи нерівні умови при порівняних операціях особливо з урахуванням національності покупця.

Вищий керівний орган має
право:
- встановлювати максимальні ціни в загальному ринку;
- встановлювати мінімальні ціни в загальному ринку;
- встановлювати, після консультацій з асоціаціями, яким належать відповідні підприємства, мінімальні або максимальні експортні цілі;
- встановлювати рівень цін для одного або декількох видів продукції (ст. 61);
- санкціонувати здійснення платежів за вугілля, які б були однаковими для різних підприємств, які мають спільну сировинну бізу (ст. 62);
- усунути купівельну дискримінацію у вугільному та стелеливарному секторах економіки (ст. 63);
- накладати штрафи на підприємства, які порушили правила купівельних відносин (ст. 64).

### ПОГОДЖЕННЯ І КОНЦЕНТРАЦІЯ – Глава VI
Заборона підприємствам об´єднуватись, а також узгоджувати власні дії, задля обмеження або повного зруйнування конкуренції на загальному ринку. Якщо Вищий керівничий орган виявить законність даного об´єднання підприємств, то він дасть дозвіл на існування такого союзу. (ст. 65). 
Потребують
дозволу Вищого керівничого органу банківські операції що напряму пов´язані з виробництвом продукції. Вищий керівничий орган має право на створення створювати певну тимчасову протекцію для конкуруючих підприємств. Також він бере безпосередню участь у виконанні зобов´язань  обох сторін та може накласти штраф (ст. 66).

### ВТРУЧАННЯ ДО УМОВ КОНКУРЕНЦІЇ – Глава VII
Вищий керівний орган має право:
- прийняти або ініціювати тимчасові протекційні міри;
- надавати зацікавленим сторонам розумний період часу для виконання прийнятих рішень;
- призупинити активи підприємств, що знаходяться під юрисдикцією даного органу, які не виконують своїх зобов’язань;
- надавати рекомендації державам-членам (наприклад для попередження зловживання домінуючим положенням);
- накладати штрафи (3, 10 та15% від вартості активів, в залежності від обставин), які передбачені статтями 58,59, 64 або ж періодичні штрафні виплати (ст. 67);
- встановлювати ціни та умови продажів, програми виробництва і поставок, відповідно до яких мають і організовувати свою роботу підприємства.

### ЗАРОБІТНА ПЛАТА І ПЕРЕСУВАННЯ ПРАЦЮЮЧИХ –  Глава VIII
Вищий керівний орган має право:
- регулювати рівень заробітної плати (включаючи компенсації через занижений рівень плати);
- забезпечувати умови для виконання держав-членів зобов’язань щодо прав працівників (ст. 68).

Вищий керівний орган забезпечує загальне керівництво і сприяє діяльності держав-членів, що спрямовані на застосування даної статті. Ця стаття не стосується міжнародних зобов'язань держав-членів (ст. 69). 

### ТРАНСПОРТ –  Глава ІХ
Поставки вугілля та сталі між країнами-членами здійснюються без дискримінації щодо тарифів та умов поставок. Особливі внутрішні тарифи мають узгоджуватися з Вищим керівним органом.
У відповідності з даним положенням, транспортна політика, включаючи встановлення і зміни тарифів, розраховується так, щоб забезпечити відповідним підприємствам збалансоване фінансове положення, а також міри координації та конкуренції між різними способами перевезення  та різними маршрутами (ст. 70).

### ТОРГІВЕЛЬНА ПОЛІТИКА –  Глава ІХ
Компетенція Об'єднання у питаннях торгової політики по відношенню до третіх країн, не може перевищувати повноважень держав-членів за міжнародними угодами, в яких вони беруть участь (ст.71).
Можуть встановлюватися мінімальні і максимальні ставки митних зборів на вугілля тасталь в торгівлі з третіми країнами (с.72).
Імпортне ліцензування торгівлі з третіми країнами є прерогативою уряду, на території якого розташовані пункти імпорту або походження експорту (ст.73).
Вищий керівний орган компетентний приймати будь-які заходи у разі проведення демпінгу третіми країнами, конкуренції по квотах, серйозного збитку виробництву продукції в рамках спільного ринку (ст.74). 

## ЗАГАЛЬНІ ПОЛОЖЕННЯ РОЗДІЛ IV
Звітний рік Співтовариства триває з 1
липня по 30 червня.
Кожна установа Співтовариства повинна скласти кошторис своїх адміністративних витрат, а надзвичайні витрати мають бути визначені заздалегідь. Рада призначає аудитора на 3 роки. Аудитор повинен скласти річний звіт про регулярність бухгалтерських операцій і фінансове управління в різних установах. Ревізор не може займати іншу посаду в будь-якій іншій установі Співтовариства (ст.78).
Держави-члени зобов'язуються утримуватися від будь-яких заходів, несумісних із загальним ринком, згаданих у статтях 1 і 4. Вони вживають всі необхідні дії для врегулювання міжнародних розрахунків у торгівлі вугіллям і сталлю в рамках спільного ринку і надають один одному взаємну допомогу в цілях полегшення такого врегулювання (ст. 86).
Повноваження держав-членів:
- забезпечення та полегшення виконання зобов’язань, які закріплені в рішеннях інститутів Об’єднання на загальному та державному рівнях;
- взаємне урегулювання міжнародних розрахунків в торгівлі вуглем та сталлю в межах спільного ринку.

Вищий керівний орган має право:
- проведення інспекцій на території держав-членів (ст. 86);
- слідкує за виконанням зобов’язань кожної з держав-членів (ст. 88);
- приймає рішення щодо грошових зобов’язань, які мають примусовий характер; Примус можна призупинити лише за рішенням Суду (ст. 92);
- підтримує всі необхідні зв’язки з ООН та Організацією Європейського економічного співробітництва і регулярно інформує ці організації про діяльність Об’єднання (ст.93);
- рішення й рекомендації в межах спільного ринку вугілля та сталі, які мають бути одноголосно погоджені Радою після консультації з Консультативним комітетом (ст.95);
- пропонує поправки разом з Радою в перехідний період, які вступають у дію лише після затвердження Судом (ст. 95).

Спори щодо тлумачення й застосування діючого Договору не можуть вирішуватися договорами, що укладені між державами-членами. Суд володіє необмеженою компетенцією щодо справ з приводу виконання зобов’язань державами-членами (ст. 88).
Відносини між інститутами Об’єднання і Радою Європи підтримуються відповідно до Протоколу, який прикладений до договору (ст. 94).
Договір укладається на 50 років з моменту набрання чинності (ст. 97).
Будь-яка Європейська держава може подати прохання на приєднання до діючого Договору. Рада разом із Вищим керівним органом розглядають кожного претендента і саме Рада встановлює умови приєднання (ст. 98).
Дійсний договір ратифікується всіма державами-членами відповідно до їхньої конституційної процедури; ратифіковані грамоти направляються на депозитарне зберігання владі Французької Республіки. Дійсний договір набирає чинності, коли приймається на депозитарне зберігання ратифікована
грамота від держави, яка останньою його підписала (ст. 99).
Дійсний договір розроблений в одному екземплярі, направляється на депозитарне зберігання в архів уряду Французької Республіки, який направляє завірену копію Договору кожному уряду  держав-членів (ст. 100).
| Підписаний Діє з Документ      | 1948 Брюссельський договір                                         | 1951 1952 Паризький договір                                                       | 1954 1955 Поправки до Брюссельського договору                                     | 1957 1958 Римські договори                                                        | 1965 1967 Договір злиття                        | 1975 Н/Д Висновки Європейської ради             | 1985 Шенгенська угода                         | 1986 1987 Єдиний європейський акт             | 1992 1993 Маастрихтський договір              | 1992 1993 Маастрихтський договір | 1997 1999 Амстердамський договір | 2001 2003 Ніццький договір | 2007 2009 Лісабонська угода | 2007 2009 Лісабонська угода |  |  |  |  |  |  |  |
|                                |                                                                    |                                                                                   |                                                                                   |                                                                                   |                                                 |                                                 |                                               |                                               |                                               |                                  |                                  |                            |                             |                             |  |  |  |  |  |  |  |
| Підвалини Європейського Союзу: |                                                                    |                                                                                   |                                                                                   |                                                                                   |                                                 |                                                 |                                               |                                               |                                               |                                  |                                  |                            |                             |                             |  |  |  |  |  |  |  |
| Європейські спільноти          |                                                                    |                                                                                   |                                                                                   |                                                                                   |                                                 |                                                 |                                               |                                               |                                               |                                  |                                  |                            |                             |                             |  |  |  |  |  |  |  |
|                                | Європейська спільнота з атомної енергії (Євратом)                  |                                                                                   |                                                                                   |                                                                                   |                                                 |                                                 |                                               |                                               |                                               |                                  |                                  |                            |                             |                             |  |  |  |  |  |  |  |
|                                |                                                                    |                                                                                   | Європейська спільнота з вугілля та сталі (ЄСВС)                                   | Європейська спільнота з вугілля та сталі (ЄСВС)                                   | Європейська спільнота з вугілля та сталі (ЄСВС) | Європейська спільнота з вугілля та сталі (ЄСВС) | Термін дії договору минув у 2002 р.           | Термін дії договору минув у 2002 р.           | Термін дії договору минув у 2002 р.           |                                  | Європейський Союз (ЄС)           | Європейський Союз (ЄС)     |                             |                             |  |  |  |  |  |  |  |
|                                |                                                                    |                                                                                   | Європейська економічна спільнота (ЄЕС)                                            |                                                                                   |                                                 |                                                 |                                               |                                               |                                               |                                  | Європейський Союз (ЄС)           | Європейський Союз (ЄС)     |                             |                             |  |  |  |  |  |  |  |
|                                |                                                                    |                                                                                   |                                                                                   | Шенгенська угода                                                                  |                                                 |                                                 | Європейська спільнота (ЄС)                    | Європейська спільнота (ЄС)                    |                                               |                                  | Європейський Союз (ЄС)           | Європейський Союз (ЄС)     |                             |                             |  |  |  |  |  |  |  |
|                                |                                                                    | Співробітництво TREVI (тероризм, радикалізм, екстремізм та міжнародне насильство) | Співробітництво TREVI (тероризм, радикалізм, екстремізм та міжнародне насильство) | Співробітництво TREVI (тероризм, радикалізм, екстремізм та міжнародне насильство) | Правосуддя та внутрішні справи                  |                                                 | Європейська спільнота (ЄС)                    | Європейська спільнота (ЄС)                    |                                               |                                  | Європейський Союз (ЄС)           | Європейський Союз (ЄС)     |                             |                             |  |  |  |  |  |  |  |
|                                | Співробітництво між поліцією та правосуддям у кримінальних справах | Співробітництво TREVI (тероризм, радикалізм, екстремізм та міжнародне насильство) | Співробітництво TREVI (тероризм, радикалізм, екстремізм та міжнародне насильство) | Співробітництво TREVI (тероризм, радикалізм, екстремізм та міжнародне насильство) | Правосуддя та внутрішні справи                  |                                                 |                                               |                                               |                                               |                                  | Європейський Союз (ЄС)           | Європейський Союз (ЄС)     |                             |                             |  |  |  |  |  |  |  |
|                                |                                                                    |                                                                                   |                                                                                   |                                                                                   | Європейська політична співпраця                 | Спільна зовнішня та безпекова політика (СЗБП)   | Спільна зовнішня та безпекова політика (СЗБП) | Спільна зовнішня та безпекова політика (СЗБП) | Спільна зовнішня та безпекова політика (СЗБП) |                                  | Європейський Союз (ЄС)           | Європейський Союз (ЄС)     |                             |                             |  |  |  |  |  |  |  |
| Неконсолідовані органи         | Неконсолідовані органи                                             | Західноєвропейський союз (ЗЄС)                                                    | Західноєвропейський союз (ЗЄС)                                                    | Західноєвропейський союз (ЗЄС)                                                    | Західноєвропейський союз (ЗЄС)                  | Західноєвропейський союз (ЗЄС)                  | Західноєвропейський союз (ЗЄС)                |                                               |                                               |                                  |                                  | Європейський Союз (ЄС)     |                             |                             |  |  |  |  |  |  |  |
| Неконсолідовані органи         | Неконсолідовані органи                                             | Західноєвропейський союз (ЗЄС)                                                    | Західноєвропейський союз (ЗЄС)                                                    | Західноєвропейський союз (ЗЄС)                                                    | Західноєвропейський союз (ЗЄС)                  | Західноєвропейський союз (ЗЄС)                  | Західноєвропейський союз (ЗЄС)                | Припинив існування у 2011 р.                  |                                               |                                  |                                  |                            |                             |                             |  |  |  |  |  |  |  |
|                                |                                                                    |                                                                                   |                                                                                   |                                                                                   |                                                 |                                                 |                                               |                                               |                                               |                                  |                                  |                            |                             |                             |  |  |  |  |  |  |  |